# Wuppertaler Sport-Verein 1962-1963
Questa voce raccoglie le informazioni riguardanti il Wuppertaler Sport-Verein nelle competizioni ufficiali della stagione 1962-1963.

## Stagione
Nella stagione 1962-1963 il Wuppertal, allenato da Robert Gebhardt, concluse il campionato di Oberliga ovest al 15º posto. In Coppa di Germania il Wuppertal fu eliminato in semifinale dall'Amburgo.

## Rosa
| N. |                     | Ruolo | Calciatore        |
| -- | ------------------- | ----- | ----------------- |
|    | Germania (bandiera) | P     | Dieter Auris      |
|    | Germania (bandiera) | P     | Helmut Domagalla  |
|    | Germania (bandiera) | P     | Willi Janzik      |
|    | Germania (bandiera) | D     | Harald Bergmann   |
|    | Germania (bandiera) | D     | Theo Kolkenbrock  |
|    | Germania (bandiera) | D     | Emil Meisen       |
|    | Germania (bandiera) | D     | Rolf Müller       |
|    | Germania (bandiera) | D     | Werner Tönges     |
|    | Germania (bandiera) | C     | Horst Arnrich     |
|    | Germania (bandiera) | C     | Rainer Borggräwer |
|    | Germania (bandiera) | C     | Axel Kiefer       |

| N. |                     | Ruolo | Calciatore       |
| -- | ------------------- | ----- | ---------------- |
|    | Germania (bandiera) | C     | Willi Rettig     |
|    | Germania (bandiera) | C     | Vitus Sauer      |
|    | Germania (bandiera) | A     | Günther Augustat |
|    | Germania (bandiera) | A     | Günther Glomb    |
|    | Germania (bandiera) | A     | Erich Haase      |
|    | Germania (bandiera) | A     | Alfred Kratzer   |
|    | Germania (bandiera) | A     | Günter Nauheimer |
|    | Germania (bandiera) | A     | Jürgen Papies    |
|    | Germania (bandiera) | A     | Manfred Paschke  |
|    | Germania (bandiera) | A     | Kurt Schulz      |
|    | Germania (bandiera) | A     | Hans Würz        |

## Organigramma societario
Area tecnica
- Allenatore: Robert Gebhardt
- Allenatore in seconda:
- Preparatore dei portieri:
- Preparatori atletici:
- Analisi video:

## Calciomercato

### Sessione estiva
| Acquisti | Acquisti         | Acquisti    | Acquisti |
| R.       | Nome             | da          | Modalità |
| -------- | ---------------- | ----------- | -------- |
| D        | Emil Meisen      | VfL Benrath |          |
| A        | Günter Nauheimer | Karlsruhe   |          |
| A        | Manfred Paschke  | Osnabrück   |          |

| Cessioni | Cessioni      | Cessioni         | Cessioni |
| R.       | Nome          | a                | Modalità |
| -------- | ------------- | ---------------- | -------- |
| D        | Erich Ribbeck | Viktoria Colonia |          |

## Risultati

### Oberliga ovest

#### Girone di andata
| Arbitro: | Pescher |

|  |           |             |
|  | Marcatori | 31’ Schmidt |

| Arbitro: | Radermacher |

|                              |           |            |
| Bandura 23’, 51’ Luttrop 45’ | Marcatori | 63’ Kiefer |

| Arbitro: | Fork |

|                        |           |            |
| Paschke 29’ Tönges 78’ | Marcatori | 83’ Peters |

| Arbitro: | Wortmann |

|  |           |                |
|  | Marcatori | 3’, 16’ Tönges |

| Arbitro: | Hillebrand |

|              |           |                                     |
| Augustat 28’ | Marcatori | 43’ Laumen 49’ Brungs 51’ Mülhausen |

| Arbitro: | Hackforth |

|                                                |           |                |
| Schäfer 2’ Sturm 3’ Hornig 10’ Müller 35’, 77’ | Marcatori | 70’, 88’ Glomb |

| Arbitro: | Siepe |

|                           |           |  |
| Glomb 8’ Sauer 22’ (rig.) | Marcatori |  |

| Arbitro: | Schörnich |

|                                |           |            |
| Schwinning 3’, 44’ Kösling 86’ | Marcatori | 62’ Tönges |

| Arbitro: | Sprenger |

|                                   |           |                     |
| Kiefer 40’ Schulz 52’ Kratzer 88’ | Marcatori | 27’ Rühl 35’ Kremer |

| Arbitro: | Dreuw |

|                                    |           |  |
| Wosab 37’ Konietzka 65’ Cyliax 84’ | Marcatori |  |

| Arbitro: | Hochrath |

|                       |           |                                      |
| Sauer 35’ Paschke 42’ | Marcatori | 11’ Ipta 36’, 68’ Gerhardt 64’ Kreuz |

| Arbitro: | Büschgens |

|                          |           |  |
| Dörr 37’ Pohlschmidt 46’ | Marcatori |  |

| Arbitro: | Schörnich |

|                                      |           |            |
| Krämer 9’ Walenciak 12’ Versteeg 31’ | Marcatori | 76’ Schulz |

| Arbitro: | Thier |

|           |           |                                      |
| Tönges 4’ | Marcatori | 2’ Schulz 70’ Feldkamp 90’ Marquardt |

| Arbitro: | Kasper |

|                                                |           |                         |
| Straschitz 44’ (rig.) Hoffmann 49’ Steffen 82’ | Marcatori | 22’ Augustat 73’ Tönges |

#### Girone di ritorno
| Arbitro: | Hennig |

|              |           |  |
| Trimhold 48’ | Marcatori |  |

| Arbitro: | Schmidt |

|                                  |           |                   |
| Arnrich 5’ Augustat 8’ Glomb 55’ | Marcatori | 40’, 76’ Gehlisch |

| Arbitro: | Mix |

|             |           |                      |
| Paschke 70’ | Marcatori | 15’ Lipka 46’ Breuer |

| Arbitro: | Radermacher |

|                     |           |            |
| Sell 37’ Demond 68’ | Marcatori | 28’ Schulz |

| Arbitro: | Hillebrand |

|                                          |           |            |
| Schulz 47’ Sauer 55’ (rig.) Augustat 62’ | Marcatori | 35’ Häfner |

| Arbitro: | Epping |

|                          |           |                               |
| Matischak 16’ Kremer 54’ | Marcatori | 48’ (aut.) Ribbeck 69’ Schulz |

| Arbitro: | Eschweiler |

|                                                              |           |  |
| Koslowski 13’ Libuda 30’, 31’ Gerhardt 57’, 62’ Bechmann 75’ | Marcatori |  |

| Arbitro: | Schmitz |

|                       |           |                 |
| Papies 58’ Kiefer 75’ | Marcatori | 13’ Pohlschmidt |

| Arbitro: | Hense |

|  |           |                |
|  | Marcatori | 53’, 83’ Erich |

| Arbitro: | Leidag |

|                          |           |                                          |
| Biskup 6’ Zimmermann 46’ | Marcatori | 4’, 20’ Bergmann 58’ Schulz 64’ Augustat |

| Arbitro: | Höfer |

|           |           |  |
| Laumen 8’ | Marcatori |  |

| Arbitro: | Malka |

|                              |           |                                      |
| Poganatz 54’, 73’ Schulz 87’ | Marcatori | 17’ Schulz 20’ Nauheimer 83’ Kratzer |

| Arbitro: | Silva |

|                            |           |                                   |
| Tönges 64’, 75’ Kiefer 87’ | Marcatori | 10’, 46’, 60’ Thielen 30’ Schäfer |

| Arbitro: | Weyland |

|  |           |                |
|  | Marcatori | 21’ Lindackers |

| Arbitro: | Schmitz |

|              |           |  |
| Augustat 31’ | Marcatori |  |

### Coppa di Germania
| Arbitro: | Horstmann |

|                         |           |                           |
| Assmy 50’ Jendrosch 78’ | Marcatori | 22’ Arnrich 32’ Nauheimer |

| Arbitro: | Schulenburg |

|                                       |           |  |
| Tönges 10’ Nauheimer 14’ Augustat 60’ | Marcatori |  |

| Arbitro: | Pooch |

|             |           |  |
| Paschke 10’ | Marcatori |  |

| Arbitro: | Fritz |

|  |           |            |
|  | Marcatori | 38’ Boyens |

## Statistiche

### Statistiche di squadra
| Competizione      | Punti | In casa | In casa | In casa | In casa | In casa | In casa | In trasferta | In trasferta | In trasferta | In trasferta | In trasferta | In trasferta | Totale | Totale | Totale | Totale | Totale | Totale | DR  |
| Competizione      | Punti | G       | V       | N       | P       | Gf      | Gs      | G            | V            | N            | P            | Gf           | Gs           | G      | V      | N      | P      | Gf     | Gs     | DR  |
| ----------------- | ----- | ------- | ------- | ------- | ------- | ------- | ------- | ------------ | ------------ | ------------ | ------------ | ------------ | ------------ | ------ | ------ | ------ | ------ | ------ | ------ | --- |
| Oberliga ovest    | 20    | 15      | 7       | 0       | 8       | 24      | 27      | 15           | 2            | 2            | 11           | 19           | 39           | 30     | 9      | 2      | 19     | 43     | 66     | -23 |
| Coppa di Germania | -     | 3       | 2       | 0       | 1       | 4       | 1       | 1            | 0            | 1            | 0            | 2            | 2            | 4      | 2      | 1      | 1      | 6      | 3      | +3  |
| Totale            | 20    | 18      | 9       | 0       | 9       | 28      | 28      | 16           | 2            | 3            | 11           | 21           | 41           | 34     | 11     | 3      | 20     | 49     | 69     | -20 |

### Andamento in campionato
| Giornata  | 1  | 2  | 3  | 4  | 5  | 6  | 7  | 8  | 9  | 10 | 11 | 12 | 13 | 14 | 15 | 16 | 17 | 18 | 19 | 20 | 21 | 22 | 23 | 24 | 25 | 26 | 27 | 28 | 29 | 30 |
| --------- | -- | -- | -- | -- | -- | -- | -- | -- | -- | -- | -- | -- | -- | -- | -- | -- | -- | -- | -- | -- | -- | -- | -- | -- | -- | -- | -- | -- | -- | -- |
| Luogo     | C  | T  | C  | T  | C  | T  | C  | T  | C  | T  | C  | T  | T  | C  | T  | T  | C  | C  | T  | C  | T  | T  | C  | C  | T  | T  | T  | C  | C  | C  |
| Risultato | P  | P  | V  | V  | P  | P  | V  | P  | V  | P  | P  | P  | P  | P  | P  | P  | V  | P  | P  | V  | N  | P  | V  | P  | V  | P  | N  | P  | P  | V  |
| Posizione | 12 | 15 | 11 | 10 | 11 | 12 | 12 | 13 | 12 | 13 | 14 | 14 | 15 | 15 | 15 | 15 | 15 | 15 | 15 | 15 | 14 | 15 | 15 | 15 | 15 | 15 | 15 | 15 | 15 | 15 |

Legenda:

Luogo: C = Casa; T = Trasferta. Risultato: V = Vittoria; N = Pareggio; P = Sconfitta.

### Statistiche dei giocatori
| Giocatore      | Oberliga ovest | Oberliga ovest | Oberliga ovest | Oberliga ovest | Coppa di Germania | Coppa di Germania | Coppa di Germania | Coppa di Germania | Totale   | Totale | Totale      | Totale     |
| Giocatore      | Presenze       | Reti           | Ammonizioni    | Espulsioni     | Presenze          | Reti              | Ammonizioni       | Espulsioni        | Presenze | Reti   | Ammonizioni | Espulsioni |
| -------------- | -------------- | -------------- | -------------- | -------------- | ----------------- | ----------------- | ----------------- | ----------------- | -------- | ------ | ----------- | ---------- |
| H. Arnrich     | 11             | 1              | 0              | 0              | 4                 | 1                 | 0                 | 0                 | 15       | 2      | 0           | 0          |
| G. Augustat    | 29             | 6              | 0              | 0              | 4                 | 1                 | 0                 | 0                 | 33       | 7      | 0           | 0          |
| D. Auris       | 7              | 0              | 0              | 0              | 0                 | 0                 | 0                 | 0                 | 7        | 0      | 0           | 0          |
| H. Bergmann    | 4              | 2              | 0              | 0              | 0                 | 0                 | 0                 | 0                 | 4        | 2      | 0           | 0          |
| R. Borggräwer  | 2              | 0              | 0              | 0              | 0                 | 0                 | 0                 | 0                 | 2        | 0      | 0           | 0          |
| H. Domagalla   | 22             | 0              | 0              | 0              | 4                 | 0                 | 0                 | 0                 | 26       | 0      | 0           | 0          |
| J. Frommann    | 0              | 0              | 0              | 0              | 0                 | 0                 | 0                 | 0                 | 0        | 0      | 0           | 0          |
| G. Glomb       | 23             | 4              | 0              | 0              | 0                 | 0                 | 0                 | 0                 | 23       | 4      | 0           | 0          |
| E. Haase       | 26             | 0              | 0              | 0              | 4                 | 0                 | 0                 | 0                 | 30       | 0      | 0           | 0          |
| W. Janzik      | 1              | 0              | 0              | 0              | 0                 | 0                 | 0                 | 0                 | 1        | 0      | 0           | 0          |
| G. Jäger       | 0              | 0              | 0              | 0              | 0                 | 0                 | 0                 | 0                 | 0        | 0      | 0           | 0          |
| A. Kiefer      | 23             | 4              | 0              | 0              | 0                 | 0                 | 0                 | 0                 | 23       | 4      | 0           | 0          |
| T. Kolkenbrock | 21             | 0              | 0              | 0              | 0                 | 0                 | 0                 | 0                 | 21       | 0      | 0           | 0          |
| A. Kratzer     | 11             | 2              | 0              | 0              | 1                 | 0                 | 0                 | 0                 | 12       | 2      | 0           | 0          |
| E. Meisen      | 0              | 0              | 0              | 0              | 3                 | 0                 | 0                 | 0                 | 3        | 0      | 0           | 0          |
| R. Müller      | 19             | 0              | 0              | 0              | 4                 | 0                 | 0                 | 0                 | 23       | 0      | 0           | 0          |
| G. Nauheimer   | 9              | 1              | 0              | 0              | 4                 | 2                 | 0                 | 0                 | 13       | 3      | 0           | 0          |
| O. Neteler     | 0              | 0              | 0              | 0              | 0                 | 0                 | 0                 | 0                 | 0        | 0      | 0           | 0          |
| J. Papies      | 6              | 1              | 0              | 0              | 1                 | 0                 | 0                 | 0                 | 7        | 1      | 0           | 0          |
| M. Paschke     | 19             | 3              | 0              | 0              | 4                 | 1                 | 0                 | 0                 | 23       | 4      | 0           | 0          |
| M. Reichert    | 0              | 0              | 0              | 0              | 3                 | 0                 | 0                 | 0                 | 3        | 0      | 0           | 0          |
| W. Rettig      | 0              | 0              | 0              | 0              | 0                 | 0                 | 0                 | 0                 | 0        | 0      | 0           | 0          |
| V. Sauer       | 26             | 3              | 0              | 0              | 4                 | 0                 | 0                 | 0                 | 30       | 3      | 0           | 0          |
| K. Schulz      | 24             | 7              | 0              | 0              | 0                 | 0                 | 0                 | 0                 | 24       | 7      | 0           | 0          |
| W. Tönges      | 28             | 8              | 0              | 0              | 4                 | 1                 | 0                 | 0                 | 32       | 9      | 0           | 0          |
| U. Wiegand     | 0              | 0              | 0              | 0              | 0                 | 0                 | 0                 | 0                 | 0        | 0      | 0           | 0          |
| H. Würz        | 19             | 0              | 0              | 0              | 0                 | 0                 | 0                 | 0                 | 19       | 0      | 0           | 0          |